# Lucia Drudi Demby
Lucia Drudi Demby, alla nascita Lucia Drudi, nota anche con lo pseudonimo di Tatina Demby (Venezia, 1924 – Firenze, 1995), è stata una scrittrice, traduttrice e sceneggiatrice italiana.

## Biografia
Dopo aver vissuto l'infanzia e l'adolescenza a Siena, si trasferisce a Roma nel 1948 e inizia a collaborare a diverse riviste come critica d'arte e scrittrice con racconti pubblicati sui periodici L'Immagine, Il Caffè e Botteghe Oscure. Dal 1959 inizia l'attività di traduttrice con il romanzo La mia Africa di Karen Blixen, che nel 1985 diventerà un celebre film vincitore di sette premi Oscar.
Nel cinema italiano inizia l'attività di sceneggiatrice nel 1957 con lo pseudonimo di Tatina Demby ma più spesso aggiungendoci al suo vero nome il cognome del marito, il poeta statunitense William Demby, sposato nel 1950 e dal quale si separerà quindici anni più tardi, dal quale nel 1955 avrà un figlio, James Gabriele Demby, compositore e insegnante di musica. Sul grande schermo sarà candidata nel 1968 al Nastro d'argento per la migliore sceneggiatura con il film Incompreso diretto da Luigi Comencini.
A partire dal 1971 scriverà diversi film e sceneggiati televisivi (collaborando soprattutto con Gianfranco Mingozzi, Paolo Cavara e Mauro Bolognini) tra i quali si segnalano Paganini con Tino Schirinzi, Gli ultimi tre giorni, Il balordo con Tino Buazzelli e Fregoli con Gigi Proietti. Muore a Firenze per le conseguenze di un ictus nel 1995 all'età di 71 anni. Era la sorella minore della scrittrice, traduttrice, critica d'arte e agente letterario Gabriella Drudi (1922-1998).

## Opere

### Narrativa
- Donna che dorme, Roma, Cooperativa Prove 10, 1973
- La lezione di violino, Milano, Adelphi, 1977
- L'icona, Milano, Edizioni delle donne, 1980
- Il cervo, Venezia, Filippi, 1984
- Allegro espressivo, Foggia, Bastogi, 1984
- Jeanne. La mite compagna di Modigliani, Foggia, Bastogi, 1985

### Traduzioni
- Thomas Gwyn, Venere e gli elettori, Milano, Feltrinelli, 1957
- Karen Blixen, La mia Africa, Milano, Feltrinelli, 1959
- Samuel Butler, Erewhon - Ritorno in Erewhon, Milano, Adelphi, 1965
- William Demby, Le catacombe, Milano, Frassinelli, 1967
- Djuna Barnes, La passione, Milano, Adelphi, 1980

## Filmografia

### Sceneggiature cinema
- Marisa la civetta, regia di Mauro Bolognini (1957)
- Camping, regia di Franco Zeffirelli (1957)
- La tragica notte di Assisi, regia di Raffaello Pacini (1960)
- La monaca di Monza, regia di Carmine Gallone (1962) – anche soggetto
- Carmen di Trastevere, regia di Carmine Gallone (1962) – anche soggetto
- La smania addosso, regia di Marcello Andrei (1962)
- Incompreso, regia di Luigi Comencini (1966)
- Un bellissimo novembre, regia di Mauro Bolognini (1969)
- Una su 13, regia di Nicolas Gessner e Luciano Lucignani (1969)
- Un posto ideale per uccidere, regia di Umberto Lenzi (1971)
- La vita in gioco, regia di Gianfranco Mingozzi (1973)
- Atsalut pader, regia di Paolo Cavara (1979)
- La locandiera, regia di Paolo Cavara (1980)
- La vela incantata, regia di Gianfranco Mingozzi (1982)
- Didone non è morta, regia di Lina Mangiacapre (1987)
- Mosca addio, regia di Mauro Bolognini (1987)
- Cuore di mamma, regia di Gioia Benelli (1988)
- L'appassionata, regia di Gianfranco Mingozzi (1988)

### Sceneggiature televisione
- Il carcerato, regia di Paolo Nuzzi (1971)
- Paganini, regia di Dante Guardamagna (1976)
- Gli ultimi tre giorni, regia di Gianfranco Mingozzi (1977)
- Diario di un giudice, regia di Marcello Baldi (1978)
- Il balordo, regia di Pino Passalacqua (1978)
- Fregoli, regia di Paolo Cavara (1981)
- La Certosa di Parma, regia di Mauro Bolognini (1982)
- La freccia nel fianco, regia di Giovanni Fago (1983)
- La bella Otero, regia di José María Sánchez (1984)
- D'Annunzio: Il verso è tutto, regia di Paolo Gazzara, Rai2 (1987)
- Le lunghe ombre, regia di Gianfranco Mingozzi (1987) – anche soggetto
- Gli indifferenti, regia di Mauro Bolognini (1988)
- Una donna spezzata, regia di Marco Leto (1989)